# Phalera albizziae
Phalera albizziae är en fjärilsart som beskrevs av Clayton Dissinger Mell 1931. Phalera albizziae ingår i släktet Phalera och familjen tandspinnare. Inga underarter finns listade i Catalogue of Life.